# Thomas Wenger
 (juillet 2023).
Thomas Wenger, né en 1977 à Genève, est une personnalité politique suisse. Il est membre du parti socialiste.

## Biographie
Thomas Wenger est né en 1977. Il est originaire d'Uetendorf, dans le canton de Berne.
Il habite Genève.

## Parcours politique
Élu comme député au Grand Conseil du Canton de Genève en 2013, il est réélu en 2018 puis à nouveau en 2023. Il est membre des commissions fiscales, des finances et de contrôle de gestion, attestant de son expertise en matière de finances et gestion publique.
Au cours de son mandat, il s'est en particulier illustré sur le dossier de la loi d'application de la législation fédérale sur la circulation routière, dont il est le rapporteur,,.
Thomas Wenger est élu président du Parti socialiste genevois en mars 2022, fonction à laquelle il est réélu le 23 mars 2024 en dépit de désaccords avec la magistrate Carole-Anne Kast, qui affirme publiquement « ne pas le soutenir »). Entamant son premier mandat dans un contexte de tensions internes, il mène son parti au succès lors des élections cantonales du printemps 2023, avec le gain d'un siège au parlement et l'élection de ses deux candidats, Carole-Anne Kast et Thierry Apothéloz, au Conseil d'État du canton de Genève).
Thomas Wenger est candidat au Conseil national en 2019 et il l'est à nouveau pour les élections de 2023.

## Parcours professionnel
Au niveau professionnel, il a d'abord été collaborateur parlementaire au Conseil des États et au Conseil national, à Berne, en 2002-2003, avant d'assumer différentes fonction de cadre au sein de la Ville de Genève, d'abord au Département de la cohésion sociale, puis au sein du Service des sports et enfin au Département de la culture[réf. nécessaire].

## Engagements associatifs
Thomas Wenger a également présidé l'Association Transport & Environnement de 2011 à 2017. Il siège encore au comité de celle-ci.